# Metalldampflampe

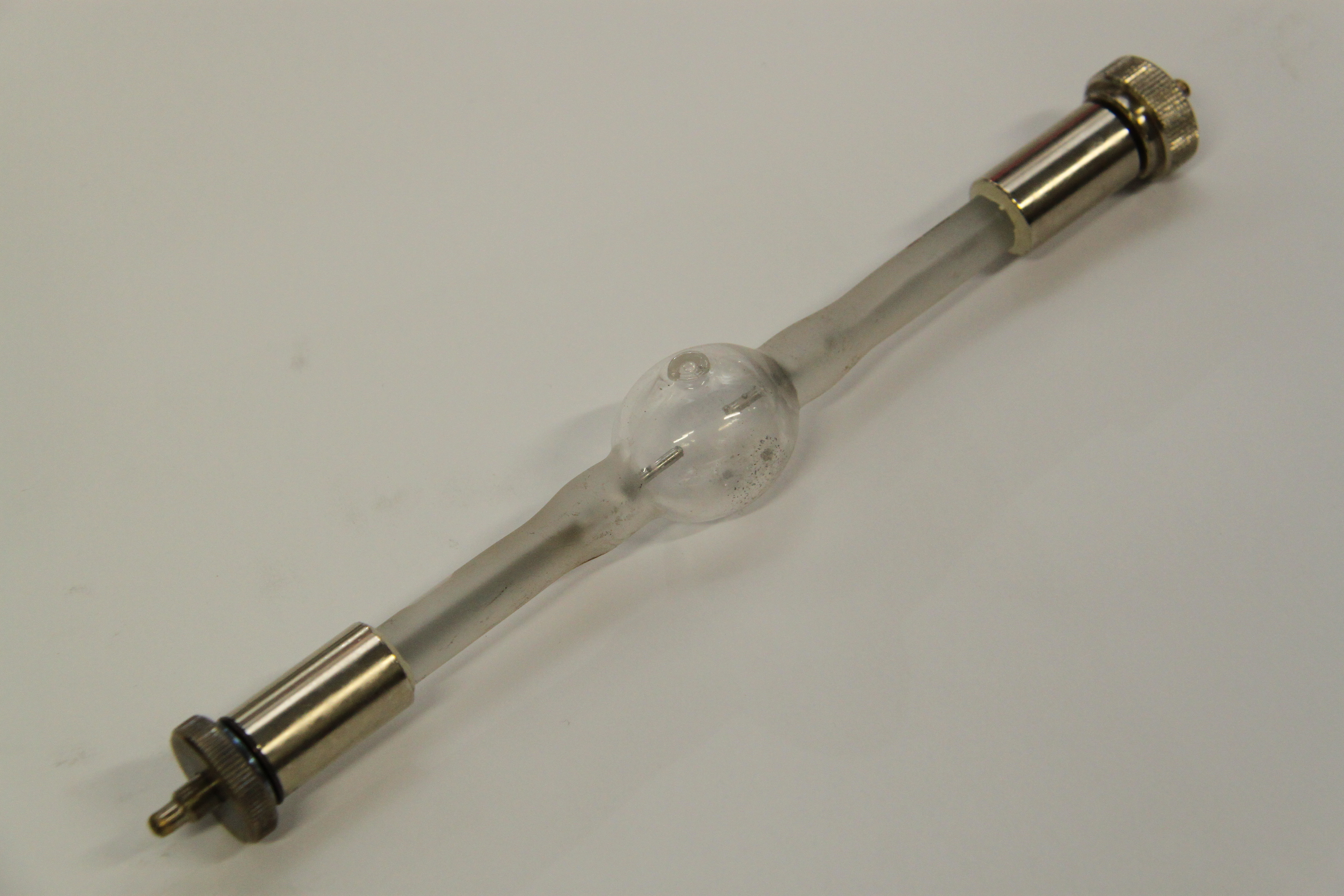
Zweiseitig gesockelte Metalldampflampe.

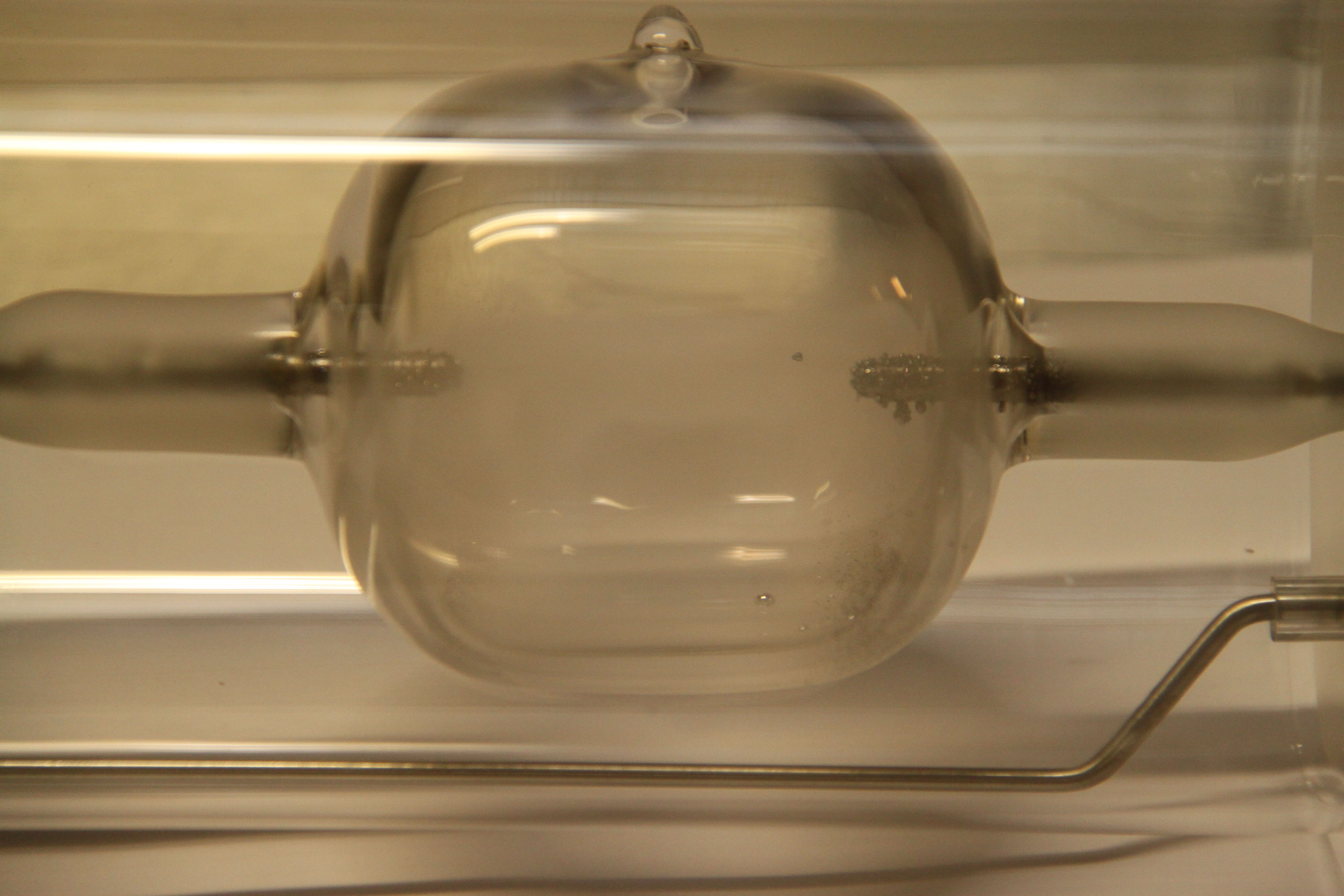
Rechts und links sind die Elektroden zu sehen, die in den hier runden Kolben hineinreichen. Der Abstand beträgt nur wenige Zentimeter.

Metalldampflampen sind Gasentladungslampen, in denen Metallatome durch Stoßvorgänge mit Elektronen angeregt werden und Energie in Form von Licht abgeben. Um den Strom zu begrenzen, werden meist Drosselspulen benutzt.

## Aufbau
Eine Metalldampflampe besteht aus einem Glaskolben, in den eine kleine Menge Metall sowie ein Edelgas gefüllt werden. Das Edelgas dient dem Aufbau eines Funkens zwischen den beiden in den Kolben hinein reichenden Elektroden. Hierbei verdampft das namensgebende Metall, wodurch die Lampe einsatzbereit wird.
Beim Betreiben einer Metalldampflampe muss ein Vorschaltgerät bestehend aus Zündgerät und Drossel verwendet werden. Das Zündgerät sorgt für eine hohe Spannung, um den ersten Funken zu erzeugen, danach kann die Lampe mit Wechselstrom im Bereich um 80 V bis 100 V betrieben werden (abhängig vom Lampentyp und der Füllung). Die Drossel begrenzt den Strom durch die Lampe, um diese vor der Selbstzerstörung zu schützen.

## Funktionsweise

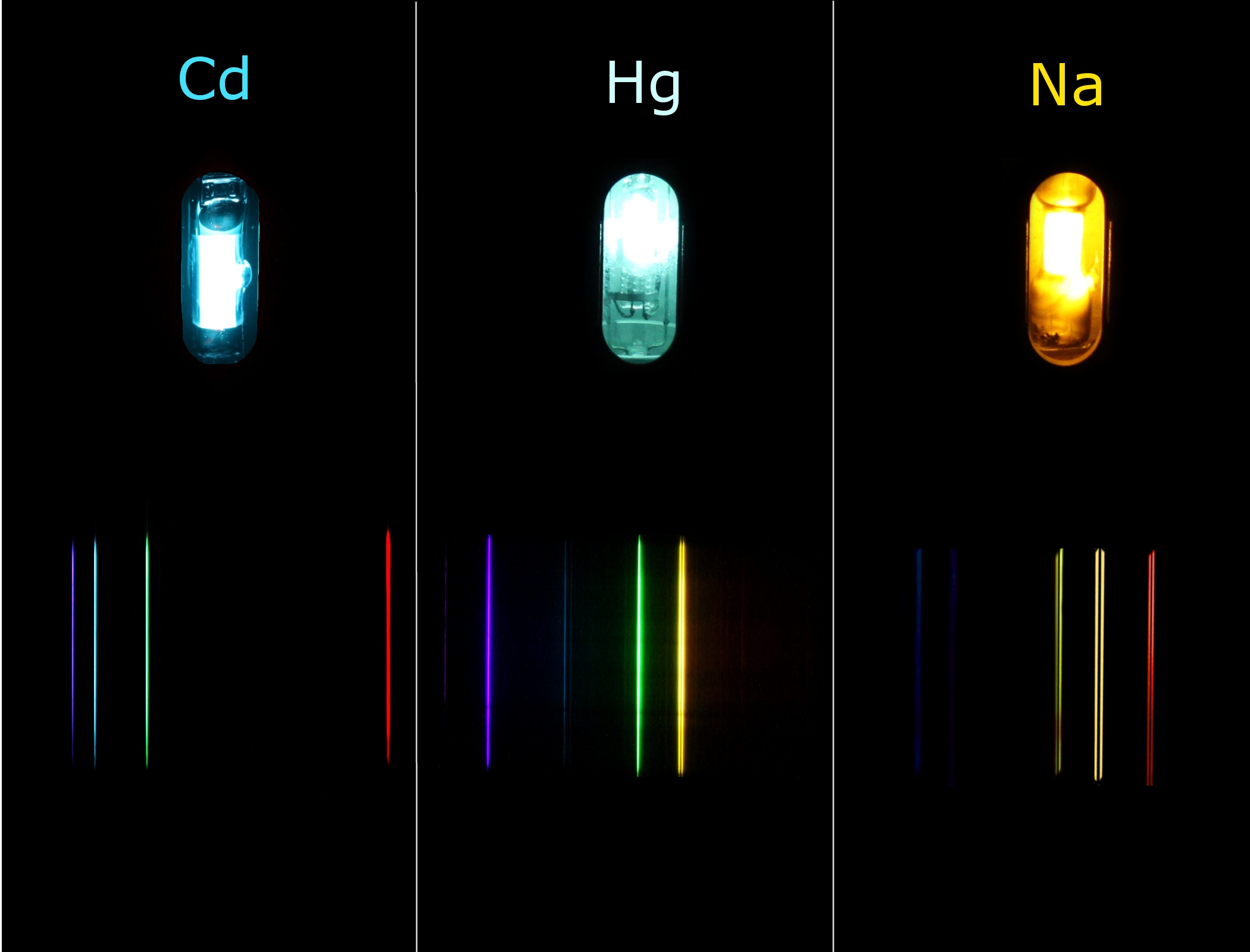
Niederdruckmetalldampflampen (Cd, Hg, Na) mit den zugehörigen Emissionsspektren

Beim Einschalten der Lampe generiert das Zündgerät eine Hochspannung (Zündspannung), die einen Funken zwischen den Elektroden überspringen lässt. Die Ablagerungen des Füllmetalls werden hierbei durch die entstehende Hitze verdampft und helfen – zusammen mit dem enthaltenen Edelgas – den Stromfluss zwischen den Elektroden bei der geringeren Betriebsspannung aufrechtzuerhalten.
Durch den Stromfluss in der Röhre bewegen sich Elektronen von der Kathode zur Anode. Da die Elektronen zwischen den Elektroden beschleunigt werden, können sie genug Energie aufnehmen, um unelastische Stöße mit den in der Lampe präsenten Metallatomen auszuführen: Die beschleunigten Elektronen können ein Elektron in der Schale eines Metallatoms auf eine höhere Schale bewegen (das Atom wird angeregt). Energetisch betrachtet bewegt sich das Elektron vom Grundzustand {\displaystyle E_{1}} in einen angeregten Zustand {\displaystyle E_{n}}. Der damit frei gewordene Platz wird wieder besetzt; ein Elektron im Atom bewegt sich also von einem Zustand {\displaystyle E_{n}} in den freien Zustand {\displaystyle E_{1}}, wobei die Energiedifferenz in Form eines Photons mit der Energie
{\displaystyle E_{\text{Photon}}=E_{n}-E_{1}}
freigesetzt wird. Aus dieser Energie ergeben sich somit auch die charakteristischen Emissionsspektren (beispielsweise das typisch gelbe Licht von Natriumdampflampen) mit den Wellenlängen
{\displaystyle \lambda ={\frac {h\cdot c}{E_{\text{Photon}}}}}
und daher den Frequenzen
{\displaystyle \nu ={\frac {E_{\text{Photon}}}{h}}}.

Hierbei ist {\displaystyle h} die Planck-Konstante und {\displaystyle c} der Lichtgeschwindigkeit.
Dies gilt jedoch  nur für Niederdruck-Metalldampflampen, da die Elektronen- und Gastemperatur kaum gekoppelt ist. Bei Lampen mit höheren Drücken kommt es aufgrund der Kopplung der Elektronen- an die Gastemperatur zu einer Verbreiterung der Spektrallinien.

## Anwendung

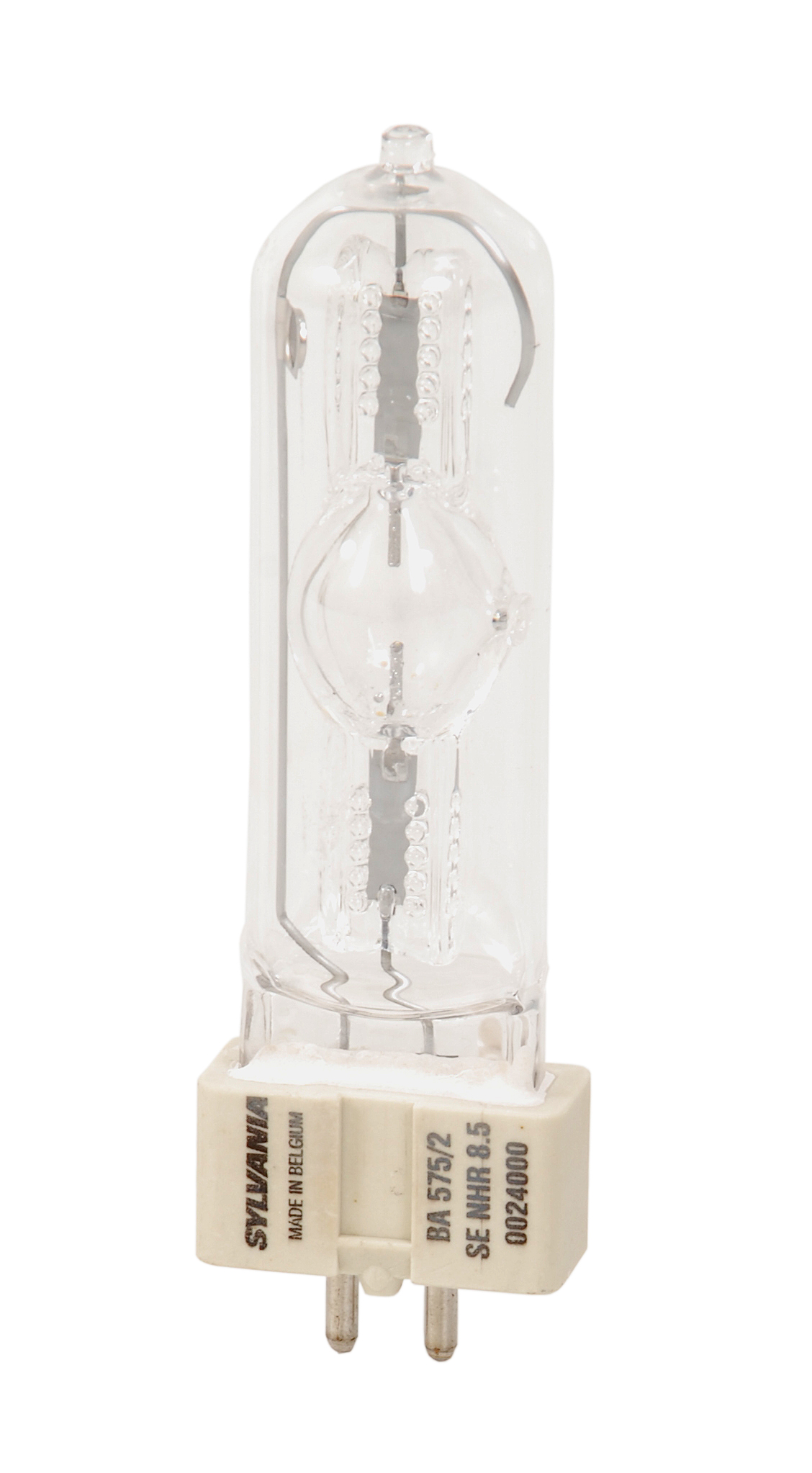
Einseitig gesockeltes Leuchtmittel, beispielsweise in Verfolgern verwendet

Sogenannte Spektrallampen enthalten ein charakteristisches Element und dienen der Kalibrierung von Spektrometern sowie als Quellen für monochromatisches Licht. Alkalimetalle eignen sich gut für den Einsatz in Spektrallampen. Durch deren Elektronenkonfiguration haben sie nur ein freies Elektron und besitzen damit nur wenige, scharfe Spektrallinien. Des Weiteren werden Wasserstoff, Helium, Quecksilber und Cadmium usw. als Füllstoffe eingesetzt. Die Spektrallinien werden, ausgehend von der niedrigsten Energie (also der größten Wellenlänge) mit den Buchstaben des lateinischen Alphabets bezeichnet. So hat z. B. die i-Linie des Quecksilbers eine Wellenlänge von 365 nm bzw. eine Frequenz von 821,35 THz. Diese sind auch oft in Terrarien für Wüstentiere zu finden.
Natriumdampflampen und Quecksilberdampf-Hochdrucklampen werden z. B. zur Straßenbeleuchtung eingesetzt. Natriumdampflampen sind an ihrer charakteristischen gelben Lichtfarbe zu erkennen. In der Veranstaltungstechnik wird für Beleuchtungsanlagen mit sehr hohem Bedarf an Helligkeit auf Metalldampflampen zurückgegriffen. Das sind insbesondere Verfolgerscheinwerfer für Arenen und Effektscheinwerfer, deren Lichtausbeute des Weiteren durch Effekträder gemindert wird.
Außerdem werden Metalldampflampen als nächtliche Außenbeleuchtung für Gebäude benutzt, da die sehr hohe Lichtausbeute bei geringerem Stromverbrauch als bei gewöhnlichen Glühlampen in Kombination mit dem beinahe bläulichen Licht bestens für solche Szenarien geeignet ist.
In Leuchtstofflampen wird ebenfalls Quecksilberdampf als primäre Lichtquelle verwendet. Allerdings ist der Glaskolben mit einem Leuchtstoff beschichtet, der die UV-Linien des Quecksilbers in sichtbares Licht umwandelt. Auch die so genannten Energiesparlampen gehören zu den Leuchtstofflampen. Die Wahl des Leuchtstoffs beeinflusst den Farbton der Leuchtstofflampen. Lampen mit der Bezeichnung WW (warmweiß) setzen einen rötlich-warmen Akzent, TW (tageslichtweiß) einen bläulich-kalten.
Halogenmetalldampflampen enthalten neben Metallen zusätzlich Halogene in der Füllung und weisen gegenüber Quecksilberdampf-Hochdrucklampen ein besonders farbtreues (weißes) Lichtspektrum auf. Sie werden u. a. zur Beleuchtung von Geschäftsauslagen und in Tageslichtfilmscheinwerfern (im Englischen als hydrargyrum medium-arc iodide bezeichnet, HMI) eingesetzt.
Metalldampflampen können meist nicht direkt mit Netzspannung betrieben werden, sondern benötigen ein an die Leistung der Lampe angepasstes Vorschaltgerät.